# Temporada 1985-86 de los New Jersey Nets
La temporada 1985-86 fue la décima de los New Jersey Nets en la NBA, tras la fusión de la liga con la ABA, donde había jugado nueve temporadas, y la novena en su ubicación en Nueva Jersey. La temporada regular acabó con 39 victorias y 43 derrotas, ocupando el séptimo puesto de la conferencia Este, clasificándose para los playoffs, donde cayeron en primera ronda ante los Milwaukee Bucks.

## Elecciones en elDraft
| Ronda | Puesto | Jugador         | Posición | Nacionalidad | Universidad  |
| ----- | ------ | --------------- | -------- | ------------ | ------------ |
| 2     | 36     | Yvon Joseph     | Pívot    | Haití        | Georgia Tech |
| 2     | 38     | Fernando Martín | Pívot    | España       |              |

## Temporada regular
| División Atlántico   | División Atlántico | División Atlántico | División Atlántico | División Atlántico | División Atlántico | División Atlántico | División Atlántico | División Atlántico |
| Equipo               | G                  | P                  | %                  | PD                 | Casa               | Fuera              | Div                |                    |
| -------------------- | ------------------ | ------------------ | ------------------ | ------------------ | ------------------ | ------------------ | ------------------ | ------------------ |
| y-Boston Celtics     | 67                 | 15                 | .817               | –                  | 40–1               | 27–14              | 18–6               |                    |
| x-Philadelphia 76ers | 54                 | 28                 | .659               | 13                 | 31–10              | 23–18              | 15–9               |                    |
| x-Washington Bullets | 39                 | 43                 | .476               | 28                 | 26–15              | 13–28              | 11–13              |                    |
| x-New Jersey Nets    | 39                 | 43                 | .476               | 28                 | 26–15              | 13–28              | 11–13              |                    |
| New York Knicks      | 23                 | 59                 | .280               | 44                 | 15–26              | 8–33               | 5–19               |                    |

## Playoffs

### Primera ronda
Milwaukee Bucks vs. New Jersey Nets 
| Fecha       | Partido                                  | Ciudad          |
| ----------- | ---------------------------------------- | --------------- |
| 18 de abril | Milwaukee Bucks 119, New Jersey Nets 107 | Milwaukee       |
| 20 de abril | Milwaukee Bucks 111, New Jersey Nets 97  | Milwaukee       |
| 22 de abril | New Jersey Nets 113, Milwaukee Bucks 118 | East Rutherford |
|             | Milwaukee Bucks gana las series 3-0      |                 |

## Estadísticas
| Rk | Jugador                | Edad | P  | PT | MP   | TC  | TCI  | %TC  | T3  | T3I | %T3  | TL  | TLI | %TL   | RO  | RD  | RT   | AS  | RB  | TAP | BP  | FP  | PTS  |
| -- | ---------------------- | ---- | -- | -- | ---- | --- | ---- | ---- | --- | --- | ---- | --- | --- | ----- | --- | --- | ---- | --- | --- | --- | --- | --- | ---- |
| 1  | Buck Williams          | 25   | 82 | 82 | 37.4 | 6.1 | 11.7 | .523 | 0.0 | 0.0 | .000 | 3.7 | 5.4 | .676  | 4.0 | 8.0 | 12.0 | 1.6 | 0.9 | 1.2 | 3.0 | 3.6 | 15.9 |
| 2  | Micheal Ray Richardson | 30   | 47 | 39 | 34.1 | 6.3 | 14.1 | .448 | 0.1 | 0.6 | .148 | 3.0 | 3.8 | .788  | 1.6 | 3.7 | 5.3  | 7.2 | 2.7 | 0.2 | 3.2 | 3.5 | 15.7 |
| 3  | Mike Gminski           | 26   | 81 | 78 | 31.2 | 6.1 | 11.7 | .517 | 0.0 | 0.0 | .000 | 4.3 | 4.9 | .893  | 2.5 | 5.7 | 8.2  | 1.6 | 0.7 | 0.9 | 1.7 | 2.0 | 16.5 |
| 4  | Otis Birdsong          | 30   | 77 | 74 | 31.1 | 7.0 | 13.7 | .513 | 0.1 | 0.3 | .364 | 1.6 | 2.7 | .581  | 1.1 | 1.5 | 2.6  | 3.4 | 1.1 | 0.2 | 2.3 | 3.0 | 15.8 |
| 5  | Albert King            | 26   | 73 | 69 | 27.4 | 6.0 | 13.2 | .456 | 0.1 | 0.3 | .174 | 2.3 | 2.8 | .823  | 1.6 | 3.4 | 5.0  | 2.5 | 0.8 | 0.3 | 2.5 | 2.8 | 14.3 |
| 6  | Darwin Cook            | 27   | 79 | 33 | 24.9 | 3.4 | 7.9  | .426 | 0.1 | 0.7 | .208 | 1.1 | 1.4 | .757  | 0.6 | 1.6 | 2.2  | 4.9 | 2.0 | 0.3 | 1.7 | 2.2 | 8.0  |
| 7  | Darryl Dawkins         | 29   | 51 | 3  | 23.7 | 5.6 | 8.6  | .644 | 0.0 | 0.0 | .000 | 4.1 | 5.8 | .707  | 1.7 | 3.3 | 4.9  | 1.5 | 0.3 | 1.2 | 2.4 | 4.5 | 15.3 |
| 8  | Mickey Johnson         | 33   | 79 | 4  | 19.9 | 2.7 | 6.4  | .422 | 0.1 | 0.3 | .208 | 2.3 | 2.9 | .785  | 1.2 | 3.0 | 4.2  | 2.7 | 0.8 | 0.3 | 2.1 | 3.1 | 7.8  |
| 9  | Kelvin Ransey          | 27   | 79 | 15 | 19.0 | 2.9 | 6.4  | .457 | 0.0 | 0.3 | .125 | 1.5 | 1.9 | .818  | 0.4 | 1.0 | 1.5  | 3.2 | 0.6 | 0.1 | 1.4 | 1.6 | 7.4  |
| 10 | Mike O'Koren           | 27   | 67 | 11 | 15.4 | 2.4 | 5.0  | .476 | 0.1 | 0.4 | .259 | 0.3 | 0.6 | .590  | 0.5 | 1.5 | 2.0  | 1.8 | 0.4 | 0.1 | 0.8 | 2.0 | 5.2  |
| 11 | Rod Higgins            | 26   | 2  | 0  | 14.5 | 1.5 | 8.0  | .188 | 0.0 | 1.0 | .000 | 0.0 | 0.0 |       | 1.5 | 2.5 | 4.0  | 0.5 | 0.5 | 2.0 | 1.0 | 3.0 | 3.0  |
| 12 | Ray Williams           | 31   | 5  | 0  | 12.6 | 2.0 | 6.4  | .313 | 0.0 | 0.4 | .000 | 2.4 | 2.8 | .857  | 0.6 | 0.2 | 0.8  | 1.8 | 1.0 | 0.0 | 1.8 | 2.4 | 6.4  |
| 13 | Jeff Turner            | 23   | 53 | 1  | 12.3 | 1.6 | 3.2  | .491 | 0.0 | 0.0 | .000 | 1.1 | 1.5 | .744  | 0.8 | 1.7 | 2.6  | 0.3 | 0.4 | 0.1 | 0.9 | 2.4 | 4.3  |
| 14 | Bobby Cattage          | 27   | 29 | 1  | 6.4  | 1.0 | 2.9  | .337 | 0.0 | 0.2 | .200 | 1.2 | 1.5 | .795  | 0.5 | 0.7 | 1.2  | 0.1 | 0.2 | 0.0 | 0.4 | 0.8 | 3.2  |
| 15 | Yvon Joseph            | 28   | 1  | 0  | 5.0  | 0.0 | 0.0  |      | 0.0 | 0.0 |      | 0.0 | 2.0 | 1.000 | 0.0 | 0.0 | 0.0  | 0.0 | 0.0 | 0.0 | 0.0 | 1.0 | 2.0  |

## Galardones y récords
| Jugador       | Galardón |
| Buck Williams | All-Star |